# 真·女神转生IV
《真·女神转生IV》是由ATLUS开发并发行于任天堂3DS平台的角色扮演游戏。本作是继《真女神轉生III Nocturne》後时隔10年的女神轉生系列本傳作品。
本作同期发售针对繁体中文区（香港，台湾）任天堂3DS的游戏版本，不过语言依旧为日语。本作是繁体中文区第一款支持使用“Nintendo预付卡”购买新增下载内容（DLC）的游戏。

## 游戏概况
Altus在2010年E3游戏展上确认游戏将登陆任天堂3DS平台。

## 游戏评价
《真·女神转生IV》收到的评价较为正面。日本游戏杂志《Fami通》给出了9/9/10/9，37分的高评价（满分40）并进入“白金殿堂”。中国大陆的游戏杂志《游戏机实用技术》给出了8/8/9，25分的评价（满分30）并进入“热血推荐”。
截止2015年7月，本作在全球范围内销售出60万份。

## 续作
2015年10月，ATLUS正式公布了本作的续作：《真·女神转生IV FINAL》。游戏已于2016年2月在任天堂3DS上发售。